# Chamblay
Chamblay település Franciaországban, Jura megyében. Lakosainak száma 423 fő (2022. január 1.). Chamblay Germigney, Chissey-sur-Loue, Écleux, Ounans, Saint-Cyr-Montmalin, Santans, Vadans és Villeneuve-d’Aval községekkel határos.

## Népesség
A település népességének változása:
| Lakosok száma | 351  | 337  | 354  | 407  | 426  | 422  | 424  | 424  | 424  | 423  |
|               | 1968 | 1982 | 1990 | 2006 | 2013 | 2015 | 2017 | 2019 | 2020 | 2022 |